# Козлик Ігор Володимирович
І́гор Володимирович Кóзлик (нар.4 грудня 1961, Станіслав, нині Івано-Франківськ) — український літературознавець, кінодокументаліст, автор біобібліографічних праць з історії української медицини XX ст. Доктор філологічних наук (2008), професор (2010). Учень професора Теплінського М. В. та професора, члена-кореспондента АН УРСР Крутікової Н. Є.

## Життєпис
Народився 4 грудня 1961 року у м. Станіславі (нині Івано-Франківськ) у робітничій родині.
Середню освіту здобув у місцевих школах — восьмирічній № 8 (1969—1977, вчителька зарубіжної (російської) словесності Тамара Данилівна Нісонська, 1929-2002) та середній № 2 (1977—1979, вчитель зарубіжної (російської) словесності Леонід Іванович Дубінін, 1922-1989).
1983 року закінчив філологічний факультет Івано-Франківського педагогічного інституту ім. В. С. Стефаника за спеціальністю «Російська мова і література». Саме в інституті у науковому студентському гуртку «Аналіз літературного твору», який вів тодішній завідувач кафедри російської і зарубіжної літератури доктор філологічних наук, професор М. В. Теплінський, почав займатися науковою роботою — студіюванням лірики Ф. І. Тютчева, результати якої були відзначені дипломами Переможця республіканського конкурсу студентських наукових робіт (1981—1982 та 1982—1983 навчальні роки).
У 1983—1986 роках працював вчителем російської мови та літератури в середній школі с. Делева Тлумацького району Івано-Франківської області.
1985—1986, 1988—1990 роках — аспірант Інституту літератури ім. Т. Г. Шевченка АН УРСР. Під керівництвом завідувача відділу російської літератури та літератур народів СРСР члена-кореспондента АН УРСР, доктора філологічних наук, професора Крутікової Н. Є. написав та 23 квітня 1990 року захистив кандидатську дисертацію на тему: «Лирика Ф. И. Тютчева в контексте русской поэзии середины XIX века».
Після дострокового закінчення аспірантури з 1990 року працював, спочатку асистентом кафедри російської і зарубіжної літератури Івано-Франківського педагогічного інституту ім. В. С. Стефаника, з 1992 року — доцентом, з 2009 року — професором кафедри світової літератури, з 2012 — завідувачем кафедри світової літератури, а з 2014 — завідувачем кафедри світової літератури і порівняльного літературознавства Прикарпатського національного університету ім. Василя Стефаника.
25 лютого 2008 року в Інституті літератури ім. Т. Г. Шевченка НАН України захистив докторську дисертацію «Філософська лірика: диференціація видів і жанрова інтеграція» (науковий консультант доктор філологічних наук, член-кореспондент НАН України Г. М. Сивокінь; офіційні опоненти: доктор філологічних наук, професор Н. В. Костенко; доктор філологічних наук Т. П. Руда; доктор філологічних наук Е. М. Свенцицька).
9 листопада 2010 року присвоєно вчене звання професора кафедри світової літератури.
У квітні 2019 року читав блоковий курс лекцій з літературознавчого аналізу художніх текстів в Університеті Масарика в Брно (Чехія).

## Наукова діяльність
Наукові дослідження у галузях теорії літератури і літературної критики, методології літературознавства, історії російської літератури XIX—ХХ ст., історії світової літератури від Давнини до епохи Відродження, літературознавчої компаративістики (українсько-польські суспільно-літературні взаємини), методики викладання літературознавчих дисциплін у вищих навчальних закладах, літературознавчої бібліографії.
Автор монографій «В поэтическом мире Ф. И. Тютчева» (1997) та «Теоретичне вивчення філософської лірики і актуальні проблеми сучасного літературознавства» (2007), навчальних посібників, а також більше 100 різножанрових наукових студій, що друкувалися в провідних наукових фахових виданнях України («Слово і Час», «Зарубіжна література в школах України», «Collegium», «Вісник Прикарпатського університету. Філологія», «Питання літературознавства», «Русская литература. Исследования», «Записки Наукового товариства імені Шевченка», «Всесвітня література в середніх навчальних закладах України», «Наукові записки НаУКМА. Філологічні науки», «Филологические исследования», «Гоголезнавчі студії», Вісник Львівського університету. Серія іноземні мови й ін.), Росії (санкт-петербурзькому академічному журналі «Русская литература», московському журналі «Новое литературное обозрение», в науковому збірнику «Вестник Томского государственного университета. Филология» й ін.), Польщі (ольштинському науковому збірнику «Acta Polono-Ruthenica», жешівському науковому збірнику «История и современность в русской литературе» й ін.). Статті про відомих представників української медичної науки XX ст. друкувалися у виданнях «Український медичний часопис: Актуальні питання клінічної практики», «Український пульмонологічний журнал», «Хірургія дитячого віку», «Клінічна хірургія», «Хірургія України», «Ліки України», «Український журнал дерматології, венерології, косметології».
Статті друкувалися українською, англійською, німецькою, французькою та російською мовами.
Запропонував інтегральний методологічний підхід вивчення літературно-художніх явищ, який ґрунтується на органічному поєднанні базових засад СМД-методології Г. П. Щедровицького та філософської герменевтики Г. -Ґ. Ґадамера й уможливлює нейтралізацію у сфері науки про літературу негативних наслідків сцієнтизму та межової спеціалізації наукової діяльності.
Розробив теорію просторового тлумачення категорії «жанр» щодо ліричного роду літератури, застосувавши її до теоретичного аналізу феномена філософської лірики у векторі розрізнення компетенції гносеологічних сфер загальної та прикладної теорії літератури.
Відстоює ідеї суттєвої інтенсифікації теоретичної сфери літературознавства й організації системної методологічної рефлексії наявних літературознавчих практик як провідного механізму якісної зміни фахового рівня української науки про літературу у кореляції з сучасними досягненнями світової гуманітаристики.
Є автором першого і єдиного на даний час монографічного дослідження історії кафедри світової літератури ПНУ імені Василя Стефаника, яке опублікував брошурою «Історія моєї кафедри» (Івано-Франківськ: Видавець І. Я. Третяк, 2010. — 72 с.).
Член кандидатських спеціалізованих вчених рад з порівняльного літературознавства та теорії літератури при Тернопільському національному педагогічному університеті імені Володимира Гнатюка (2010–2014), з української літератури (2010—2012) та української літератури і теорії літератури (2015–2018), з української літератури і порівняльного літературознавства (2018–2021) при Прикарпатському національному університеті імені Василя Стефаника.
Член експертної ради при МОН України з філології (2015—2017 роки).
З 2013 — голова редколегії збірника наукових статей «Султанівські читання» (ISSN 2415-3885 (online), ISSN 2313-5921 (print))[1]. Відповідальний редактор збірника наукових статей «Літературознавчі студії: компаративний аспект» (з 2014). Голова редколегії видання: «Султанов Ю. Актуальні проблеми методики викладання літератури: вибрані праці» (Івано-Франківськ: Симфонія форте, 2013, — 324 с.: іл. ISBN 978-966-286-013-9).
Член редколегії фахових видань: «Зарубіжна література в школах України», «Історія. Філософія. Релігієзнавство» (обидва — Київ), «Вісник Прикарпатського університету. Філологія (літературознавство)», «Слово: Прикарпатський вісник НТШ», наукового збірника "Методологічні проблеми гуманітарних досліджень: Матеріали VII міжнародного теоретичного семінару в межах постійно діючого симпозіуму «Об'єкт і суб'єкт гуманітарного пізнання» (Кам'янець-Подільський національний університет імені Івана Огієнка, 2009), "Питання літературознавства" (Чернівці),  «Rusycystyczne Studia Literaturoznawcze» (Wydawnictwo Uniwersytetu Śląskiego, Katowice, Polska, 2013–2016, вип. 23–26) й ін. З 2016 — рецензент наукового журналу «Acta Polono-Ruthenica» (вид. Вармінсько-Мазурського університету в Ольштині, Польща).
Член робочої групи сайту з вивчення творчості Ф. І. Тютчева «Тютчевиана» (РФ)[2].
Ініціатор створення при кафедрі світової літератури «Кабінету методики літератури імені доцента Юрія Султанова» та автор ідеї заснування при кафедрі Всеукраїнської науково-практичної конференції «Султанівські читання» як постійно діючого наукового форуму.
З другої половини 2012 року очолює Прикарпатський осередок практичної компаративістики, заснований на кафедрі світової літератури Прикарпатського національного університету імені Василя Стефаника доктором філологічних наук, професором Володимиром Матвіїшиним (1935—2012) за участі доктора філологічних наук, професора Марка Теплінського (1924—2012).
З травня 2024 року рецензент художньо-аналітичного альманаху «Кременецький культурний контекст».

## Кінематографічна діяльність
З 2011 року працює у сфері документального кіно, знімаючи повнометражні фільми про життя і діяльність відомих українських учених — філологів Марка Веніаміновича Теплінського (1924—2012), Володимира Григоровича Матвіїшина (1935—2012), Дмитра Сергійовича Наливайка (нар. 1929), Наталію Ростиславівну Мазепу (1930–2019), фізика Петра Івановича Мельника (1934—2013) та видатного українського торакального хірурга Ольгу Матвіївну Авілову (1918-2009). Ці творчі проекти викликали позитивні відгуки у пресі.

## Вибрані публікації
Вибрані праці: монографічні роботи; навчальні посібники; статті; з додатком бібліографічного покажчика праць за 1982—2014 рр. (CD-ROM, електронний ресурс, 2014 рік). — Режим доступу: https://mega.nz/#F!ZahnRJ4K!y-8BYUwlVSnWH8Zp8hSyKA [Архівовано 20 Лютого 2016 у Wayback Machine.]
Книги
В поэтическом мире Ф. И. Тютчева / Отв. ред. член-корр. НАН Украины Н. Е. Крутикова. — Ивано-Франковск: Плай; Коломыя: ВіК, 1997. — 156 с. — (К 200-летию со дня рождения Ф. И. Тютчева). ISBN 966-550-057-0 — Режим доступу: https://mega.nz/#!1bpEgCKC!o6lDM00JDyzNSCeVCV0JxlLYhAirDEV5tXWhPH4Gx0I [Архівовано 20 Лютого 2016 у Wayback Machine.]
або: http://ruthenia.ru/tiutcheviana/publications/kozlik3.html [Архівовано 13 Листопада 2017 у Wayback Machine.] або: http://tutchev.lit-info.ru/tutchev/about/kozlik/v-poeticheskom-mire.htm [Архівовано 10 Травня 2017 у Wayback Machine.]
Теоретичне вивчення філософської лірики і актуальні проблеми сучасного літературознавства / Наук. ред. член-кор. НАН України Г. М. Сивокінь. — Івано-Франківськ: Поліскан; Гостинець, 2007. — 591 с. ISBN 978-966-8207-70-9 — Режим доступу: https://mega.nz/#!UDRjyBiD!1kC-kFxFoAQfQLtOQRtxvPSluQBo56tRif6AxQeGr3M [Архівовано 20 Лютого 2016 у Wayback Machine.]
Методологічні аспекти теорії літературного стилю О. В. Чичеріна: (Repetitorium до теми). — Івано-Франківськ: Симфонія форте, 2010. — 44 с. ISBN 978-617-7009-17-6 — Режим доступу: https://mega.nz/#!QSw1HQRA!9Qsous66ZoarINqm_fD8tOo9QfJmp6rZqaYEa0csqgI [Архівовано 20 Лютого 2016 у Wayback Machine.]
Світова література доби Середньовіччя та епохи Відродження: навч. посібник [для студ. вищ. навч. закл.]. — Івано-Франківськ: Симфонія форте, 2011. — 344, [1] с.: іл. — Бібліогр.: С. 235—291. — ISBN 978-617-7009-21-3 — Режим доступу:
https://mega.nz/#!5e4D2ahC!AYYNGNznEbQmZ0XpNbr9DX2cNLXcY35K6ISsvSfkM6Y [Архівовано 20 Лютого 2016 у Wayback Machine.]
Професія крізь призму людяності. –– Івано-Франківськ: Симфонія форте, 2016. — 228 с. ISBN 978-617-7009-68-8 — Режим доступу: https://mega.nz/#!JPJlAIAA!qKIM1_GBaQ4yyZVpqZwcd9uF_VZisq6ZHpfN7GCS4KA [Архівовано 20 Лютого 2016 у Wayback Machine.]
Історія моєї кафедри: історичний нарис (1940—2010). — Івано-Франківськ: Видавець І. Я. Третяк, 2010. — 72 с.: іл. ISBN 978-966-1521-60-5 — Режим доступу: https://mega.nz/#!cKARlSyB!HuG8PAzUB6c9yMz_pTOoOQ3Co3_WP_y_ffYYf5q3wb8 [Архівовано 20 Лютого 2016 у Wayback Machine.]
Леонід Михайлович Гольдштейн (1919—2005): Біобібліографічний покажчик / Відпов. ред. І. В. Козлик. — Івано-Франківськ: Симфонія форте, 2011. — 153 с.: іл. ISBN 978-617-7009-46-6 — Режим доступу:
https://mega.nz/#!9XgRHZIC!JTqLjXri18N5NtG23mEc9rH3L9gyKVxDgFeXJOljc9Q [Архівовано 20 Лютого 2016 у Wayback Machine.]
Ольга Матвіївна Авілова (1918–2009): Біобібліографічний покажчик / упор.: В. Г. Гетьман, І. В. Козлик, П. П. Сокур, М. М. Багіров, А. В. Макаров; відпов. ред. В. Г. Гетьман та І. В. Козлик. Івано-Франківськ: Симфонія форте, 2018. — 208 с.: іл. Режим доступу: https://mega.nz/#!Qf5STYzI!zbyNv8mrhezqTgd3kKnqM2f2wSUrW4wpmxjAcaOrsPM [Архівовано 20 Лютого 2016 у Wayback Machine.]
Антична література: (Лекційні матеріали у формі repetitorium’у). - Івано-Франківськ: Симфонія форте, 2020. - 180 с. Режим доступу: https://drive.google.com/file/d/1Afhh3rO3AMdIbNwwS6O6qLY87jaFGBVQ/view?usp=sharing [Архівовано 15 Вересня 2021 у Wayback Machine.] або: https://mega.nz/file/FDAl0CQI#IOl3lc3YnVto-GNpy5BKbFBYZz0WHEQ-ZfEP0eMVBks [Архівовано 15 Вересня 2021 у Wayback Machine.]
Літературознавчий аналіз художнього тексту/твору в умовах сучасної міжнаукової та міжгалузевої взаємодії. - Брно, 2020. - 235 с. - Режим доступу: https://drive.google.com/file/d/1NNDEs5RaH7HZf1bf9jKMRIwSO5362lJr/view?usp=sharing [Архівовано 8 Червня 2020 у Wayback Machine.] або: https://mega.nz/file/dPBE3SKC#Jy1bmgVXfZRtitCQexNCtl7rUi_8SwRGG5EjjzxcKAc [Архівовано 8 Червня 2020 у Wayback Machine.]
Марко Теплінський: «Чинити як належить...»: Сповідь. Очима Іншого. – Івано-Франківськ: Симфонія форте, 2021. – 156 с. – 1 електрон. опт. диск (CD-ROM). – Об’єм даних121 Мб. ISBN 978-966-286-198-3. Режим доступу: https://kslipl.pnu.edu.ua/wp-content/uploads/sites/108/2021/01/І_Козлик_Книга-про-Марка-Теплінського.pdf [Архівовано 23 Січня 2022 у Wayback Machine.]  або:
https://mega.nz/file/UDpT2AIa#P1qounCDUrT-4cMgoNskDzU0FRZZz7qWCF8afucyHtY [Архівовано 10 Квітня 2021 у Wayback Machine.]
Марк Теплинский: «Делать как должно...»: Исповедь. Глазами Другого. – Ивано-Франковск : Симфония форте, 2021. – 156 с. – 1 электрон. опт. диск (CD-ROM). – Объём данных 118 Мб. ISBN 978-966-286-201-0. Режим доступу: https://kslipl.pnu.edu.ua/wp-content/uploads/sites/108/2021/01/И_Козлик_Книга-о-Марке-Теплинском.pdf [Архівовано 23 Січня 2022 у Wayback Machine.] або:
https://mega.nz/file/xTpxEC5B#9pfyVMTCDy0xJWkSKAlyCVTbfzJCjD5Qb2lwhtGFkRE [Архівовано 10 Квітня 2021 у Wayback Machine.]
Залишатися людиною : (Книга про професора Петра Івановича Мельника). – Івано-Франківськ : Симфонія форте, 2021. – 140 с. ISBN 978-966-286-203-4  Режим доступу: https://kslipl.pnu.edu.ua/wp-content/uploads/sites/108/2021/04/Книга-про-Петра-Мельника-з-обкл.pdf [Архівовано 23 Січня 2022 у Wayback Machine.] або: https://mega.nz/file/xWAmGThD#EiO2DhUkdKTsLdWD-s8VSpR9oYtCL32-c0o8IxFXkcY [Архівовано 10 Квітня 2021 у Wayback Machine.]
Наталія Ростиславівна Кавецька-Мазепа / автор-упорядник і редактор І.В.Козлик; передм., комент, прим. І.В.Козлика. – Івано-Франківськ : Симфонія форте, 2024. – 132 с. : іл. ISBN 978-966-286-282-9 Режим доступу: https://drive.google.com/file/d/1PH0YtPLAIER4VU5r6Jq3_6-wD3Ktx-Xy/view?usp=sharing
Професія: лікар / автор-упоряд. і редактор І.В. Козлик; комент., прим. і післяслово І.В. Козлика. – Івано-Франківськ : Симфонія форте, 2024. – 396 с.: іл. ISBN 978-966-286-279-9 Режим доступу: https://drive.google.com/file/d/14dQXAOsEhOLPt_XN8fKYw1XRuvSHF32x/view?usp=sharing
Henyk S. М. Giants of the Ukrainian Spirit and Order / transl. into English by master Ivan Pasternak ; editor in charge by Prof. Dr. Іhor Kozlyk. – Ivano-Frankivsk : Symfoniia forte, 2024. –180 p.: il. ISBN 978-966-286-283-6
Академік Дмитро Наливайко : Сповідь на тлі поглядів ззовні / автор-упорядник і редактор І.В. Козлик; передм., коммент, прим. і післяслово І.В. Козлика. Івано-Франківськ : Симфонія форте, 2024. 208 с.: іл. URL: https://drive.google.com/file/d/12Laml_Vsvxfih7FzzlPW_wZj0ZjyGY62/view?usp=sharing
Козлик І. В. Сучасна літературознавча епістемологія (Лекційні матеріали) : навчальний посібник. Івано-Франківськ : Симфонія форте, 2023. 212 с.: іл. URL: https://shron1.chtyvo.org.ua/Kozlyk_Ihor/Suchasna_literaturoznavcha_epistemolohiia_Lektsiini_materialy.pdf
Очима Іншого : Володимир Матвіїшин = Avec les yeux de l’autre: Volodymyr Matviichyne / пер. франц. О.Г. Скарбек і Н.Я. Яцків. Івано-Франківськ: ПНУ імені Василя Стефаника, 2024. 200 с. : іл. URL: https://kslipl.pnu.edu.ua/wp-content/uploads/sites/108/2024/10/kozlyk_knyha-pro-matviishyna_opt.pdf
Статті
Літературна критика і літературознавство: проблематика взаємостосунків у методологічному аспекті // Слово і Час. — 2007. — № 6. — С. 8–14. — Режими доступу: http://1576.ua/uploads/files/4913/slovo_i_chas_2007%5Bнедоступне+посилання+з+липня+2019%5D _06_558_cherven.pdf або: https://mega.nz/#!wHgW1Y6K!3C543jr8FgkCWxZrM5FSPIkH5wYzTeHB3JS0pfv-t2w [Архівовано 20 Лютого 2016 у Wayback Machine.]
Проблема «Літературознавство і мультикультуралізм» у площині методологічної та теоретичної рефлексії (Стаття перша) // Питання літературознавства: Наук. зб. — Чернівці: Рута, 2009. — Вип. 77. — С. 142—154. — Режим доступу: http://dspace.nbuv.gov.ua/bitstream/handle/123456789/18437/18-Kozlik.pdf?sequence=1 [Архівовано 13 Листопада 2017 у Wayback Machine.] або: https://mega.nz/#!VHhRyBDT!jZdkben2JX8S_4BG9Z6-1NMYi8PozuS-PnREqkUNd5Y [Архівовано 20 Лютого 2016 у Wayback Machine.]
Проблема «Літературознавство і мультикультуралізм» у площині методологічної та теоретичної рефлексії (Стаття друга) // Питання літературознавства: Наук. зб. — Чернівці: Рута, 2009. — Вип. 78. — С. 135—144. — Режим доступу: http://dspace.nbuv.gov.ua/bitstream/handle/123456789/18480/16-Kozlik.pdf?sequence=1 [Архівовано 13 Листопада 2017 у Wayback Machine.] або: https://mega.nz/#!8boywZ7T!1rheeClFVciCBaYvQNdSAoxV5eFlDJ-zusO4114Pt6o [Архівовано 20 Лютого 2016 у Wayback Machine.]
Творча спадщина Миколи Гоголя в площині теоретико-літературної проблематики // Гоголезнавчі студії = Гоголеведческие студии / Відпов. ред. П. В. Михед. — Ніжин: НДУ ім. М. В. Гоголя, 2009. — С. 77–107. — Режим доступу: http://russistica.narod.ru/irliua/gogoliana/2009-18/Kozlyk.pdf [Архівовано 13 Листопада 2017 у Wayback Machine.] або: https://mega.nz/#!VHBz3RwJ!EB2HSsA6HOBqHRys4gulTt4mUHFELfq7JviBGcODZUw [Архівовано 20 Лютого 2016 у Wayback Machine.]
Романизация лирики Н. А. Некрасова («панаевский» цикл) // Рус. лит. — 1997. — № 3. — С. 29–41. — Режим доступу: http://lib.pushkinskijdom.ru/LinkClick.aspx?fileticket=sVX7OYKpIdo%3d&tabid=10540 [Архівовано 14 Квітня 2016 у Wayback Machine.]
Деякі питання подальшого вивчення лірики Ф. І. Тютчева // Słowianie Wschodni. Duchowość — Kultura — Język. Księga referatow wygłoszonych na sesji jubileuszowej z okazji siedemdziesięciolecia urodzin Profesora Ryszarda Łużnego i Profesora Wiesława Witkowskiego / Pod. red. A. Bolek, D. Piwowarskiej, A. Rażny. — Kraków: Wydawnictwo Uniwersytetu Jagiellońskiego, 1998. — S. 177—182. — Режим доступу: http://www.ruthenia.ru/tiutcheviana/publications/kozlik1.html [Архівовано 2 Грудня 2017 у Wayback Machine.] (Авторизований пер. на рос. мову О. Давидової див.: http://www.ruthenia.ru/tiutcheviana/publications/kozlik2.html [Архівовано 2 Грудня 2017 у Wayback Machine.]
Русская философская лирика XIX века: итоги и перспективы изучения // История и современность в русской литературе / Pod. red. K. Prusa. — Rzeszów, 1999. — Т. І. — S. 19–31.
Проблема культурного пограниччя: спроба теоретичної ідентифікації // Acta Polono-Ruthenica. — Olsztyn: Wydawnictwo Uniwersytetu Warmińsko-Mazurskiego, 2005. — T. Х. — S. 9–20
Мультикультурализм и методологические проблемы литературоведения // Вестник Томского государственного университета. Филология: Науч. журнал. — Томск, 2009. — № 2(6). — С. 41–58. — Режим доступу: http://sun.tsu.ru/mminfo/000063105/fil/06/image/06-041.pdf [Архівовано 13 Листопада 2017 у Wayback Machine.]
Методологічні орієнтири літературознавчої спадщини М. В. Теплінського. Султанівські читання : зб. статей. Івано-Франківськ: Симфонія форте, 2014. Вип. 3. С. 6–12. Режим доступу: https://kslipl.pnu.edu.ua/wp-content/uploads/sites/108/2020/02/Sultanivski-chytannia-III-2014.pdf [Архівовано 1 Серпня 2021 у Wayback Machine.]
Методологічні параметри літературознавчих практик Нонни Копистянської. Слово і Час. Київ, 2014. № 4. С. 76–83. Режим доступу: https://il-journal.com/index.php/journal/issue/view/57/55 [Архівовано 1 Серпня 2021 у Wayback Machine.]
Komparatistische Aspekte der Untersuchung zu den Prosawerken von Osyp Nasaruk und Lion Feuchtwanger. Султанівські читання: зб. Івано-Франківськ: Симфонія форте, 2015. Вип. IV. С. 35–43. (У співавторстві з G. Protsiv). Режим доступу: https://kslipl.pnu.edu.ua/wp-content/uploads/sites/108/2020/02/Sultanivski-chytannia-IV-2015.pdf [Архівовано 1 Серпня 2021 у Wayback Machine.]
Роман Гром’як: методологічні параметри наукової діяльності ученого. Studia methodologica. Тернопіль: ТНПУ, 2015. № 40. С. 9–27. Режим доступу: http://dspace.tnpu.edu.ua/bitstream/123456789/6361/1/Kozlyk.pdf [Архівовано 1 Серпня 2021 у Wayback Machine.]
Спадкоємність у літературознавстві: механізми реалізації та значення. Питання літературознавства : наук. зб. Чернівці: Чернівецький нац. ун-т, 2015. Вип. 91. С. 137–150. URL: http://www.irbis-nbuv.gov.ua/cgi-bin/irbis_nbuv/cgiirbis_64.exe?I21DBN=LINK&P21DBN=UJRN&Z21ID=&S21REF=10&S21CNR=20&S21STN=1&S21FMT=ASP_meta&C21COM=S&2_S21P03=FILA=&2_S21STR=Pl_2015_91_13 [Архівовано 1 Серпня 2021 у Wayback Machine.]
Алгоритмізація як один із видів методологічної роботи в літературознавстві (на матеріалі наукової спадщини О. В. Чичеріна). Вісник Львівського ун-ту. Серія іноземні мови. Львів, 2016. Вип. 24. Ч. 1. С. 113–119.
Что осталось... Homo liber: сборник памяти Л. Г. Фризмана / ред.-сост. П. С. Глушаков, Д. С. Бураго. Киев: Издательский Дом Дмитрия Бураго, 2020. С. 8–26.
Polish literature studies in a statistical research at the department of world literature and comparative literary criticism at Vasyl Stefanyk PreCarpathian national university. Astraea. Kharkiv, 2020. Vol. 1. No. 1. P. 64–80. (doi: 10.34142/astraea.2020.1.1.04). Режим доступу: http://journals.hnpu.edu.ua/index.php/astraea/article/view/3034 [Архівовано 1 Серпня 2021 у Wayback Machine.]
«Усе іде, але не все минає...». Животворне світло слова : збірник наукових студій пам’яті докторки філологічних наук Наталії Ростиславівни. Київ: Видавничий дім Дмитра Бураго, 2021. С. 15–31. Режим доступу: http://194.44.152.155:8080/handle/123456789/9969

## Художній переклад
Поетичні інтерпретації – 2 / оригінальні тексти, переклади, примітки. Івано-Франківськ : Симфонія форте, 2020. 140 с. — Режим доступу: https://mega.nz/file/4K5VCbSZ#AH7hjRdiUKfzzDTypoMrrx1vw4Q9M22af03nZ81SH_k [Архівовано 26 Жовтня 2021 у Wayback Machine.] (переклади на українську мову поезій Д.Самойлова, Ю.Левітанського, Б.Окуджави, В. Соколова та Р. Рождественського).

## Фільмографія
2012 — Марко Теплінський — учитель, вчений, людина.
Режими доступу: https://www.youtube.com/watch?v=t0RzOuuPFHk&t=2470s [Архівовано 26 Жовтня 2021 у Wayback Machine.]
або: https://mega.nz/#!oTgWQLCD!iA5-flTE31QzHHNXgVUHWe9M2w08zIW-4Vx9X8c3iA8 [Архівовано 20 Лютого 2016 у Wayback Machine.]
2013 — Очима Іншого: Марко Теплінський і Володимир Матвіїшин
Режими доступу: https://www.youtube.com/watch?v=yxNCsKUF-hM [Архівовано 26 Жовтня 2021 у Wayback Machine.]
або: https://mega.nz/#!ceJnVBiS!Vn3QxtWTEofdzXja6mfsIiGVIQEcSLtaZMu4b8CEXGs [Архівовано 20 Лютого 2016 у Wayback Machine.]
2014 — Залишатися людиною, або Не дати померти пам'яті
Режими доступу: https://www.youtube.com/watch?v=oduG25bWjLA [Архівовано 26 Жовтня 2021 у Wayback Machine.]
або: https://mega.nz/#!4bBFzZpb!0azs2oa1ZhEODm1EfKoZVSVD5_am54jB5BgZ66eSYes [Архівовано 20 Лютого 2016 у Wayback Machine.]
2016 — Академік Дмитро Наливайко
Режими доступу:
https://www.youtube.com/watch?v=Te3XxjFy2mo [Архівовано 26 Жовтня 2021 у Wayback Machine.]
або: https://mega.nz/#!sKASDIJL!X07XJFK83LzN3eWyhtZ60UDuac2sNOTi9b9WA2BKRW0 [Архівовано 20 Лютого 2016 у Wayback Machine.]
2018 — Професія як життя. Режими доступу:
https://www.youtube.com/watch?v=SvO2n9-vgdQ [Архівовано 26 Жовтня 2021 у Wayback Machine.] або: https://mega.nz/#!tXxRDCIb!2XlJyyGpWgEfGLgbkSCEIztGC1uJnGHA81f3rJL_NdY [Архівовано 20 Лютого 2016 у Wayback Machine.]
2021 — Наталія Ростиславівна Кавецька-Мазепа. Режими доступу: https://www.youtube.com/watch?v=dA2F0jLk6C0 [Архівовано 24 Жовтня 2021 у Wayback Machine.] або: https://mega.nz/file/oOAi3ZJD#-4cUTErrf7UUEMmGaHeiHGt1Hhlkif8jgKnBQDpk_qs [Архівовано 24 Жовтня 2021 у Wayback Machine.]
Професія: лікар. (Документальний фільм у 3-х частинах / 7 серіях). Творчий проект І. В. Козлика. Режисер і оператор І. В. Козлик. Загальна тривалість 7 год. 35 хв. 42 сек. URL: https://www.youtube.com/@user-og6iz3qp6q/videos
Конференція до 100-річчя професора Марка Теплінського: відеоваріант форуму: в 4-х частинах. Ідея і повна реалізація документального проєкту І. В. Козлик. Загальна тривалість 6 год. 55 хв. 52 сек. URL: https://www.youtube.com/@ІгорКозлик-я1у/videos